# Gaçeta y nuevas de la corte de España
Gaçeta y nuevas de la corte de España (o por su título completo, Gaçeta y nuevas de la Corte de España desde el año 1600 en adelante) es una obra escrita por Gerónimo Gascón de Torquemada en la primera mitad del siglo XVII en que se recogen noticias sobre la corte de España y la monarquía hispánica.

## Historia
El autor, Gerónimo Gascón de Torquemada fue un cortesano español del siglo XVII que desarrolló su carrera al servicio tanto de personas reales como de grandes nobles. La recopilación de noticias comienza en 1600, el año anterior al traslado de la capitalidad a Valladolid.
En 1637, tras la muerte de Gerónimo Gascón de Torquemada, la Gaçeta es continuada por su hijo, Gerónimo Gascón de Tiedra.
Desde las noticias de 1649, el manuscrito será continuado por una tercera mano.
La transcripción del manuscrito y su publicación se ha realizado en dos ocasiones:
1. Las noticias de 1621 a 1627, transcritas en 1945 por Ángel González Palencia y publicado por el Ayuntamiento de Madrid como Noticias de Madrid (1621-1627).
2. En su casi totalidad, en 1991, según transcripción y edición de Alfonso Ceballos-Escalera y publicado por la Real Academia Madrileña de Heráldica y Genealogía. La publicación incluye las noticias del manuscrito desde 1600 hasta 1649, es decir aquellas escritas por Gerónimo Gascón de Torquemada y su hijo y dejando sin publicar una tercera parte que comprende hasta 1677.

## Descripción
Las noticias se recopilan de forma manuscrita, ordenadas de forma cronológica por año, mes y día. El formato de cada una de ellas es breve y conciso
Las noticias tratan sobre temas diversos, desde una perspectiva de la corte y sus intereses. Se tratan las acciones de los reyes, príncipes e infantes, aspectos de la vida de la alta nobleza, aspectos relevantes de la vida de la nobleza y funcionarios de la corte, materias relativas a la provisión de cargos y puestos palatinos, religiosos, civiles y militares, sucesos y ceremonias de la corte y noticias sobre extraordinarios ocurridos fuera de la corte.
La obra contiene también noticias referidas a las posesiones ultramarinas de la monarquía hispánica.

En palabras de Rubén Gálvez Martín, la Gaçeta: 
un texto sugestivo de una forma u otra para aproximarse a las dinámicas de la administración, los avatares cortesanos, la comunicación informativa y el desempeño de los noticieros durante el seiscientos, pero también para la historia social y las representaciones.